# Pelycosauria
A Pelycosauria vagy pelycosaurusok (görög pelyx, azaz „csésze” és saurus, azaz „gyík”) a paleozoikum idő végén élt primitív emlősszerűek egy csoportja volt. Voltak köztük három méteres hosszúságúnál is nagyobbra növők, de legtöbb fajuk ennél kisebb termetű volt. Sok millió évig a szárazföldi állatok domináns csoportja volt. A késő karbon kor idején jelentek meg, virágkorukat a kora perm korban érték el és utolsó képviselőik a késő perm idején pusztultak ki.
A rendszertanban rendként sorolták be őket, de parafiletikus csoportot képeznek (azaz a csoport tartalmazza a legkésőbbi közös őst, de nem tartalmazza annak minden leszármazottját). A csoport nem tartalmazza az emlősök őseit, a közeli rokon Therapsidákat. A monofiletikus klád, amely felöleli a pelycosaurusokat és a Therapsidákat is, az Eupelycosauria nevet kapta. Ebben a felosztásban azok a pelycosaurusok, amelyeknek nem maradtak leszármazottaik, a Caseasauria klád. Az emlősökhöz a pelycosaurusok általában sok szempontból közel álltak, erre utalnak a szétvált fogak és a fejlődő kemény szájpadlás.
Legalább két pelycosaurus klád, az Edaphosauridae és a Sphenaconodontidae családok hátán egymástól függetlenül a meghosszabbodott csigolyákból és a köztük feszülő bőrből vitorlaszerű képződmény fejlődött ki. Ez vagy az állat hőszabályozását segítette, vagy/és az udvarlásban játszhatott szerepet. Pelycosaurus maradványokat főként Európában és Észak-Amerikában találtak, de késői, kis termetű képviselőik fosszíliái Oroszországban és Dél-Afrikában is előkerültek.
A viszonylag jól ismert pelycosaurusok közé tartoztak a Dimetrodon, Sphenacodon, Edaphosaurus és Ophiacodon nemek.

## Taxonómiájuk

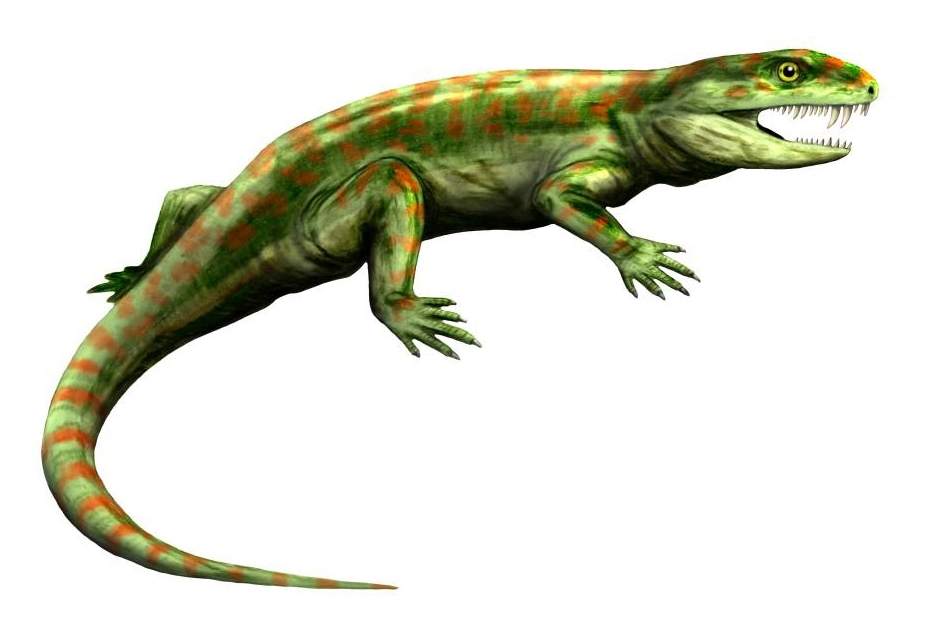
Eothyris

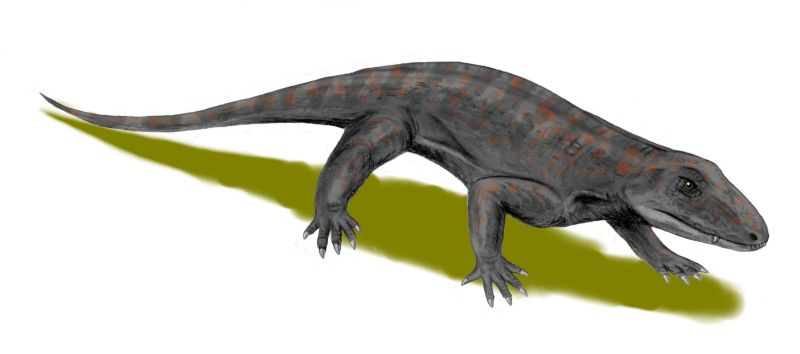
Varanops

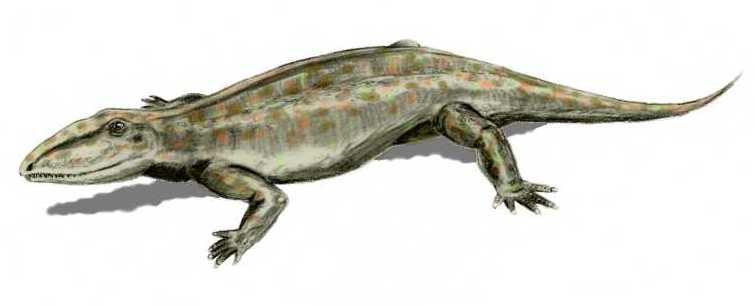
Ophiacodon

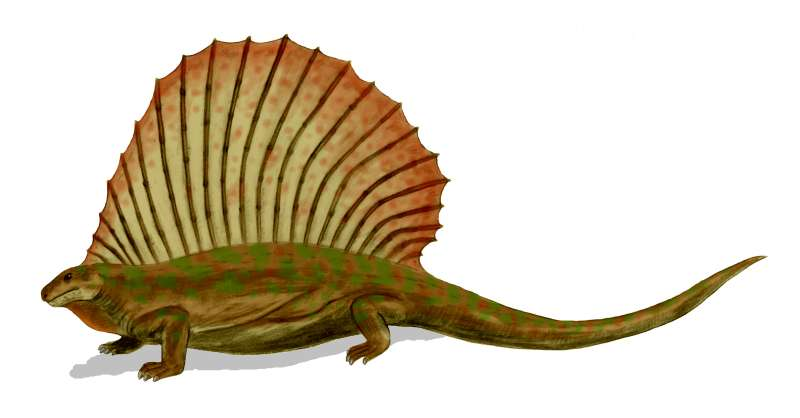
Edaphosaurus

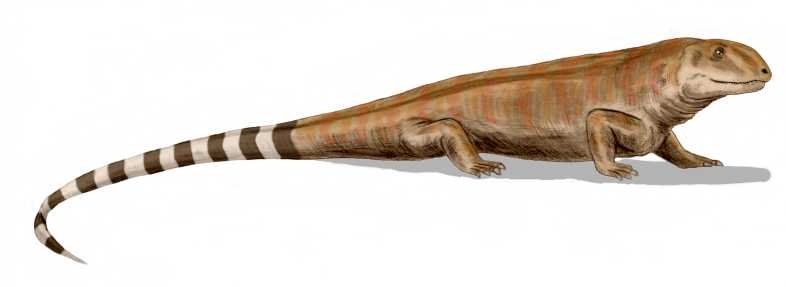
Haptodus

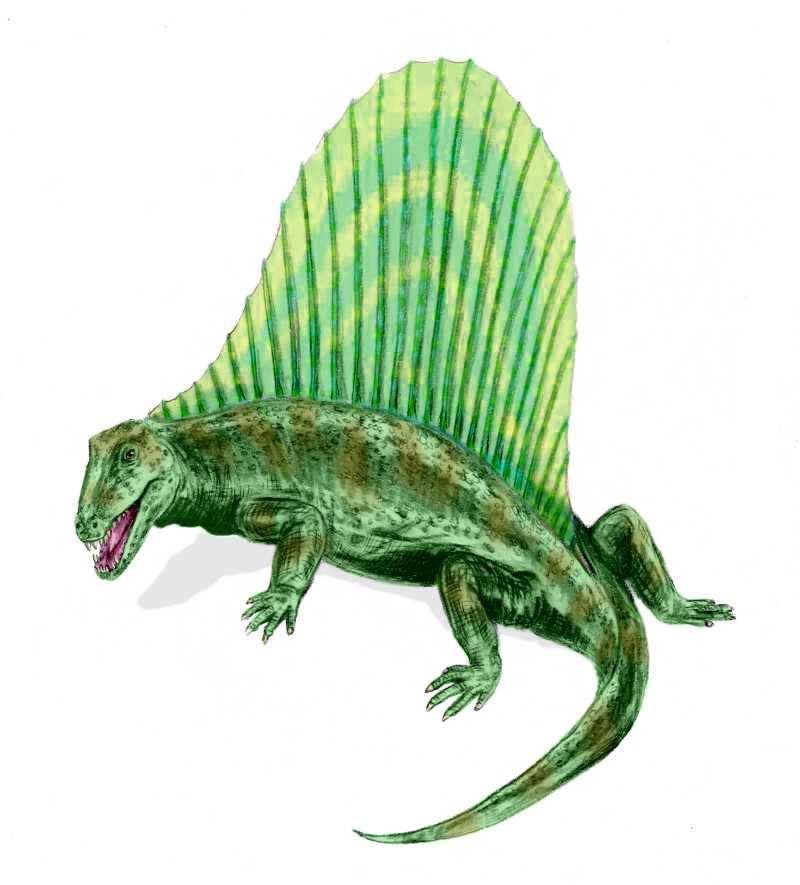
Dimetrodon

- Osztály Synapsida
  - REND PELYCOSAURIA *
    - Alrend Caseasauria
      - Család Eothyrididae
        - Eothyris
        - Oedaleops

      - Család Caseidae
        - Angelosaurus
        - Casea
        - Caseopsis
        - Cotylorhynchus
        - Ennatosaurus
        - Knoxosaurus
        - Caseoides

    - Alrend Eupelycosauria
      - Család Varanopseidae
        - Varanosaurus
        - Archaeovenator
        - Pyozia
        - Mycterosaurus
        - Mesenosaurus
        - Elliotsmithia
        - Ruthiromia
        - Aerosaurus
        - Varanodon
        - Varanops

      - Család Ophiacodontidae
        - Archaeothyris
        - Baldwinonus
        - Clepsydrops
        - Limnostygis
        - Ophiacodon
        - Stereophallodon
        - Stereorhachis

      - Család Edaphosauridae
        - Edaphosaurus
        - Ianthasaurus
        - Glaucosaurus

      - Család Lupeosauridae
        - Lupeosaurus

      - Sphenacodontia
        -  ?Watongia
        - Haptodus
        - Palaeohatteria
        - Pantelosaurus
        - Cutleria
        - Sphenacodontoidea
          - Család Sphenacodontidae
            - Ctenorhachis
            - Steppesaurus
            - Bathygnathus
            - Ctenospondylus
            - Dimetrodon
            - Neosaurus
            - Secodontosaurus
            - Sphenacodon

  - Rend THERAPSIDA *